# Szymon Marcin Kozłowski
Szymon Marcin Kozłowski (ur. 5 listopada 1819 w Olicie, zm. 14 listopadajul. / 26 listopadagreg. 1899 w Petersburgu) – polski duchowny katolicki, biskup łucki i żytomierski (1883–1891), potem arcybiskup mohylewski, rektor Akademii Duchownej w Petersburgu, biblista, popularyzator teologii.

## Życiorys
Urodził się 5 listopada 1819 roku w Olicie w powiecie trockim na Litwie, jako syn Jana i Magdaleny z Lenkiewiczów, szkołę szlachecką ukończył w Kiejdanach. Do seminarium duchownego w Wilnie wstąpił w 1839 roku, po dwóch latach został studentem Wileńskiej Akademii Duchownej, którą ukończył po jej przeniesieniu do Petersburga. Święcenia kapłańskie otrzymał w 1844 roku. 22 czerwca 1845 roku uzyskał stopień magistra teologii. W latach 1845–1848 był nauczycielem gimnazjum w Kownie oraz profesorem teologii moralnej i homiletyki w wileńskim Seminarium Duchownym. W latach 1848–1851 wykładał historię Kościoła i prawo kanoniczne, a w latach 1851–1863 był rektorem seminarium. W 1852 został mianowany kanonikiem, w 1862 prałatem kustoszem kapituły katedralnej wileńskiej, a w 1866 asesorem Kolegium Duchownego w Petersburgu. W 1877 został rektorem Akademii Duchownej w Petersburgu. W 1883 papież Leon XIII prekonizował go na biskupa łucko-żytomierskiego. Miał niełatwe zadanie naprawienia szkód powstałych w okresie 13-letniego zesłania jego poprzednika. Tej pracy poświęcił swoje rządy. Lojalny był wobec rządu rosyjskiego. W 1884 suspendował proboszcza, który przyjął w kościele metropolitę prawosławnego (za co władze carskie zmniejszyły mu pensję o połowę, ale już pod koniec 1885 kara ta została umorzona). W 1891 został prekonizowany na arcybiskupa mohylewskiego. Diecezja łucko-żytomierska „została znowu – jak pisał Jerzy Filipowicz – bez rzeczywistego pasterza”. W 1892 nie chciał wprowadzić języka rosyjskiego do nabożeństw dodatkowych, co było przyczyną poważnego konfliktu z władzami państwowymi. Abp Kozłowski, jak pisze ks. Mieczysław Żywczyński, „uchodził za człowieka mało energicznego, był pod wpływem księdza Symona, a po usunięciu zaś tego przez rząd w roku 1897 pod wpływem innego sufragana, bpa Karola Antoniego Niedziałkowskiego”. Był jednym z najpłodniejszych pisarzy religijnych w cesarstwie rosyjskim. Pisał podręczniki religii. Popularyzował zasady i dzieje Kościoła katolickiego. Nie był naukowcem, ale w 1862 został doktorem honoris causa Akademii Duchownej w Petersburgu. Do XX wieku ogół młodzieży uczył się na jego książkach. Ogłosił tekst Wulgaty w przekładzie ks. Jakuba Wujka, znany jako „Biblia Kozłowskiego” – popularna wśród księży z racji tekstu polskiego i łacińskiego. Kładł duży nacisk, by księża czytali Pismo św. i interesowali się liturgią.
Pochowany został w podziemiach kościoła cmentarnego na petersburskim cmentarzu Wyborskim.